# Ischnomantis gigas
Ischnomantis gigas es una especie de mantis de la familia Mantidae.

## Distribución geográfica
Se encuentra en Burkina Faso, Camerún, Mauritania,  Senegal y Togo.